# Joseph Helwig
Joseph Helwig oder Josef Helwig (* 1730 in Wien; † 11. November 1799 ebenda) war ein österreichischer Archivar und Historiker.

## Leben
Helwigs Ausbildung ist nicht bekannt. Er trat in den Staatsdienst ein und war ab 1757 zunächst an der Kaiserlichen Hofbibliothek tätig. 1768 trat er als Kanzlist in das unter der Leitung von Theodor Taulow von Rosenthal stehende, erst 1749 eingerichtete Geheime Haus-, Hof- und Staatsarchiv in Wien ein. Dort stieg er bis zum wirklichen Offizial des Geheimen Hausarchivs auf. Er starb im Alter von 69 Jahren.
Helwig soll ein tüchtiger Beamter, Diplomatiker und Historiker gewesen sein und zudem auch als Maler und Kupferstecher gewirkt haben. Größere Bekanntheit erlangte er durch seine Schrift Versuch zur Bestimmung des bisher noch immer unbestimmt gebliebenen Erwählungs- und Krönungstages Siegmund’s Ungarischen, Römischen, Böheimischen Königs und Kaisers. 

## Werke
- Versuch zur Bestimmung des bisher noch immer unbestimmt gebliebenen Erwählungs- und Krönungstages Siegmund’s Ungarischen, Römischen, Böheimischen Königs und Kaisers. In: Johann Georg Meusel: Beyträge zur Erweiterung der Geschichtskunde, 2. Theil, Stage, Augsburg 1782, S. 79–94.
- Zeitrechnung zu Erörterung der Daten in Urkunden für Deutschland, Kurzbeck, Wien 1787 (mit einem Vorwort von Michael Ignaz Schmidt).